# Haim-Munk-Syndrom
Das Haim-Munk-Syndrom (HMS) ist ein sehr seltenes angeborenes Fehlbildungssyndrom mit einer Kombination von Veränderungen an Haut, Zahnhalteapparat, Nägeln, am Skelett mit Spinnenfingrigkeit.
Synonyme sind: Keratosis palmoplantaris - Parodontopathie – Onychogryposis; Keratosis palmoplantaris diffusa mit Periodontopathie und Onychogrypose; Palmoplantarhyperkeratose - Parodontopathie – Onychogryposis; Palmoplantarhyperkeratose - Parodontopathie – Onychogryposis; Cochin Jewish Disorder
Die Bezeichnung bezieht sich auf die Autoren der Erstbeschreibung aus dem Jahre 1965 durch den Israelischen Dermatologen Salim Haim und den Radiologen J. Munk.

## Verbreitung
Die Häufigkeit wird mit unter 1 zu 1.000.000 angegeben, bislang wurde über weniger als 100 Betroffene berichtet. Die Vererbung erfolgt autosomal-rezessiv. Bei den meisten Patienten handelt es sich um Nachkommen weniger blutsverwandter Familien aus Kochi.

## Ursache
Der Erkrankung liegen Mutationen im CTSC-Gen auf Chromosom 11 Genort q14.2 zugrunde, welches für das Cathepsin C kodiert.
Mutationen in diesem Gen liegen auch dem Papillon-Lefèvre-Syndrom und der Juvenilen Parodontitis zugrunde.

## Klinische Erscheinungen
Klinische Kriterien sind:
- Krankheitsbeginn bereits beim Kleinkind oder im Kindesalter
- palmoplantare Hyperkeratose, auch an Ellenbogen, Knie, Unterarm, Unterschenkel und Handrücken
- frühzeitig ausgeprägte Parodontitis sowohl im Milchgebiss als auch im bleibenden Gebiss mit knöchernen Veränderungen am Zahnhalteapparat
- Nagelveränderungen mit Onychogrypose, Deformierung und Akroosteolyse
- Arachnodaktylie
- weitere Skelettveränderungen wie Plattfuß
- erhöhte Anfälligkeit für Infektionen

## Diagnose
Die Diagnose ergibt sich aus der Kombination klinischer und radiologischer Befunde (der Fingerdeformitäten) und kann durch den Nachweis der Mutation gesichert werden.

## Differentialdiagnosen
Abzugrenzen sind unter anderem das Papillon-Lefèvre-Syndrom und die Juvenilen Parodontitis.

## Therapie
Die Behandlung der Hautveränderungen erfolgt mit Keratolytika. Die Parodontitis spricht meist nicht gut auf Behandlung an. Eventuell kommt eine Entfernung der Milchzähne mit oraler Antibiotikagabe und professioneller Zahnreinigung infrage.